# Jalaun (stad)
Jalaun is een stad en gemeente in het district Jalaun van de Indiase staat Uttar Pradesh.

## Demografie
Volgens de Indiase volkstelling van 2001 wonen er 50.033 mensen in Jalaun, waarvan 53% mannelijk en 47% vrouwelijk is. De plaats heeft een alfabetiseringsgraad van 64%.